# فيل بروس
فيل بروس (بالإنجليزية: Phil Burrows)‏ هو لاعب كرة قدم بريطاني، ولد في 8 أبريل 1946 في ستوكبورت في المملكة المتحدة. لعب مع مانشستر سيتي ونادي بليموث أرجايل ونادي غيلينغهام ونادي هيرفورد ونادي ويتون ألبيون ونادي يورك سيتي.